# TSV Buchbach
TSV Buchbach is een Duitse omnisportvereniging uit de Beierse gemeente Buchbach. Naast een turnafdeling is de club onder andere ook actief op ski-gebied en tennis. De vereniging is oorspronkelijk in 1913 opgericht als Turnvereniging. Op 11 januari 1930 werd na aanvankelijke weerstand ook een voetbalafdeling opgericht. Deze club is inmiddels opgeklommen tot de Regionalliga Bayern, het vierde niveau in Duitsland. In de jaren 90 vestigde de club een record door 75 competitiewedstrijden op rij niet te verliezen.